# تپه قلعه بلنده
تپه قلعه بلنده مربوط به هزاره اول قبل از میلاد است و در شهرستان ملایر، بخش مرکزی، روستای پیروز واقع شده و این اثر در تاریخ ۱۰ دی ۱۳۸۱ با شمارهٔ ثبت ۷۰۳۶ به‌عنوان یکی از آثار ملی ایران به ثبت رسیده است.